# Pseudoikedella achaeta
Pseudoikedella achaeta is een lepelworm uit de familie Bonelliidae. De wetenschappelijke naam van de soort werd in 1958 gepubliceerd door Zenkevitch.